# Kersleti
Koordinaten: 59° 2′ N, 23° 10′ O
Kersleti (deutsch Kärslet, schwedisch Kärrslätt, estlandschwedisch Kählet) ist ein Dorf (estnisch küla) in der Landgemeinde Vormsi (Vormsi vald) im Kreis Lääne. Der Ort liegt im Nordwesten der viertgrößten estnischen Insel Vormsi (deutsch Worms, schwedisch Ormsö).

## Beschreibung
Kersleti hat nur noch fünf Einwohner (Stand 31. Dezember 2011). In der ehemaligen Kapelle des Dorfes ist heute eine Werkstatt für lokales Kunsthandwerk untergebracht.
Der Ort wurde erstmals 1540 unter dem Namen Kyrresleven urkundlich erwähnt. 1615 ist er als Kirckslätt verzeichnet.
Östlich des Dorfkerns befindet sich ein großer Findling, der Vargstain („Wolfsstein“). Er hat einen Umfang von 18,7 Metern und eine Höhe von 2,5 Metern.
Nördlich des Dorfes liegt die Halbinsel Kersleti (Kersleti neem). Sie bildet die Nordwest-Spitze der Insel Vormsi.
Der heutige Name des Dorfes ist eine estnische Verzerrung von Kyrkslätt an der Südküste Finnlands. Das Dorf wurde damals von schwedischsprachigen Gemeindemitgliedern gegründet.

## Galerie

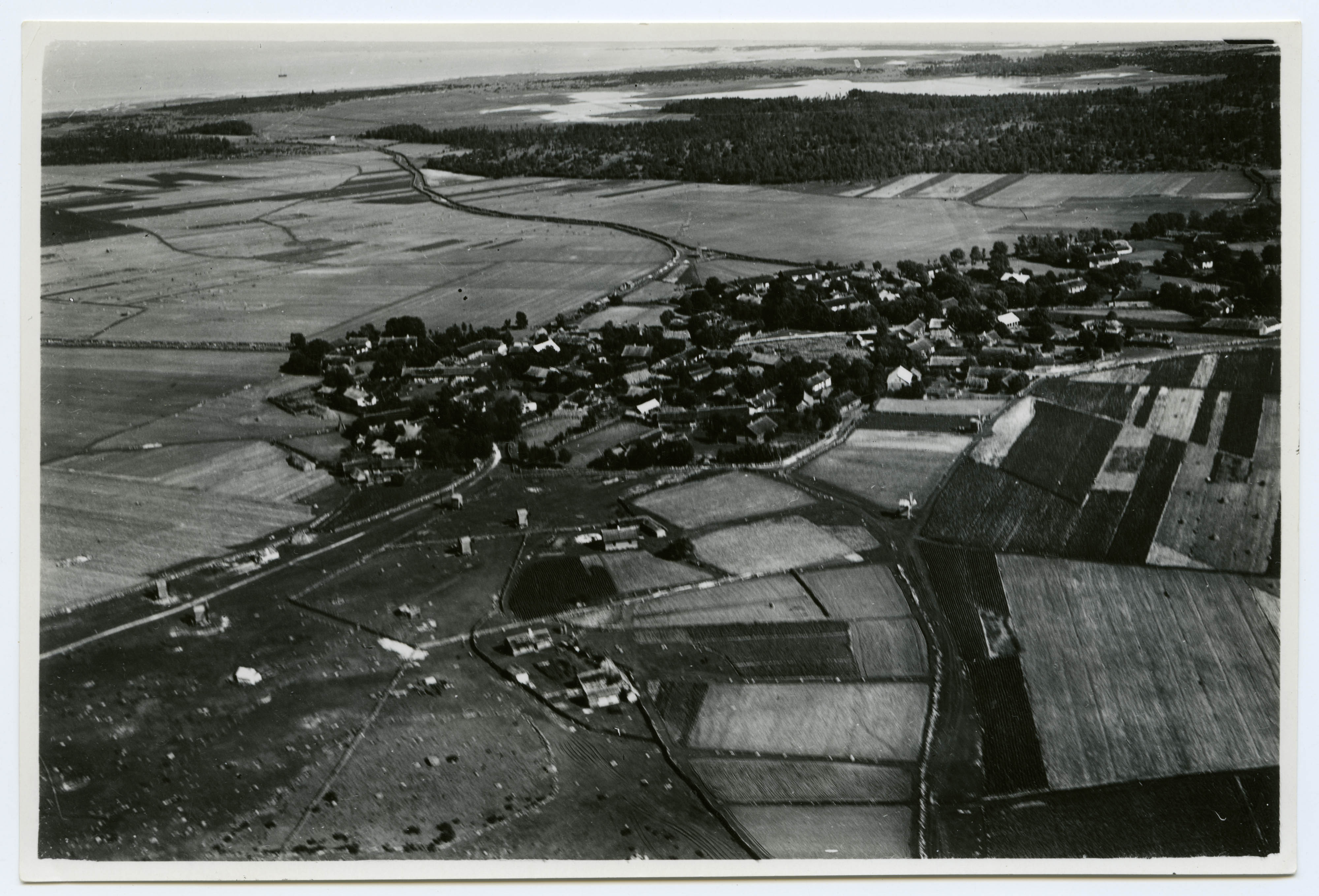
Kersli küla (Kerrslätt) in 1934
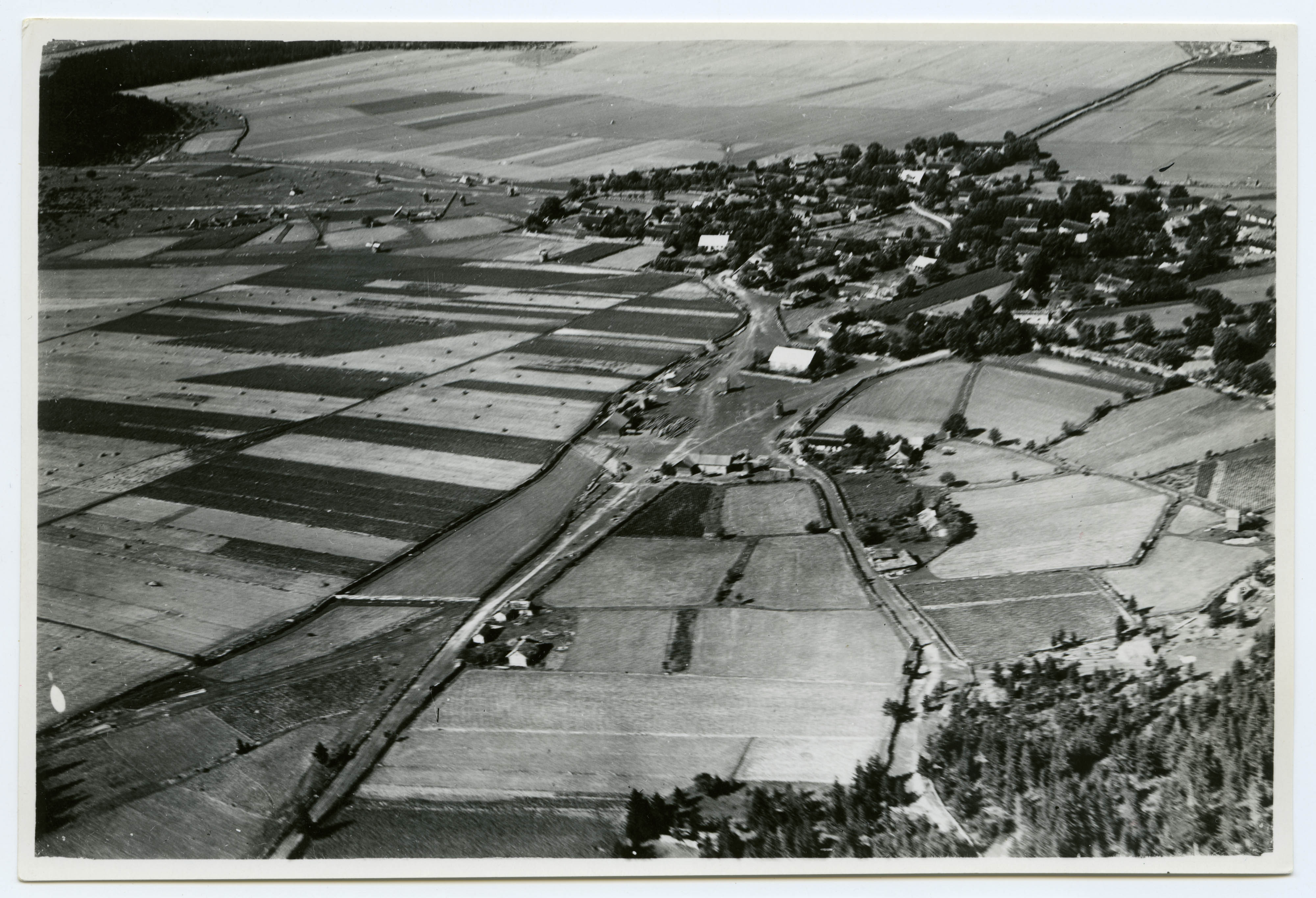
Kersli küla (Kerrslätt) in 1934